# میرا یالوسو
میرا یالوسو (انگلیسی: Mira Jalosuo؛ زادهٔ ۳ فوریهٔ ۱۹۸۹) بازیکن هاکی روی یخ اهل فنلاند است.